# Hopman Cup 2012
Der Hopman Cup 2012 (offiziell Hyundai Hopman Cup 2012) war die 24. Ausgabe des Tennisturniers im australischen Perth. Er wurde vom 31. Dezember 2011 bis zum 7. Januar 2012 ausgetragen. Das Team aus Tschechien, Petra Kvitová und Tomáš Berdych, gewann nach einem 2:0-Sieg gegen Frankreich im Finale den Hyundai Hopman Cup 2012. Es war der zweite tschechische Sieg nach 1994, als Jana Novotná und Petr Korda das deutsche Duo Anke Huber und Bernd Karbacher im Finale bezwingen konnten.

## Teilnehmer und Gruppeneinteilung
| Nation                 | Teilnehmer                            |
| ---------------------- | ------------------------------------- |
| (1) Tschechien         | Petra Kvitová / Tomáš Berdych         |
| (4) Vereinigte Staaten | Bethanie Mattek-Sands / Mardy Fish    |
| 0 Dänemark             | Caroline Wozniacki / Frederik Nielsen |
| 0 Bulgarien            | Zwetana Pironkowa / Grigor Dimitrow   |

| Nation                | Teilnehmer                                  |
| --------------------- | ------------------------------------------- |
| (2) Frankreich        | Marion Bartoli / Richard Gasquet            |
| (3) Spanien           | Anabel Medina Garrigues / Fernando Verdasco |
| 0 Australien          | Jarmila Gajdošová / Lleyton Hewitt          |
| 0 Volksrepublik China | Li Na / Wu Di                               |

## Spielplan

### Tabelle
| Pos. | Land               | Gewonnen | Verloren | Spiele | Sätze  |
| ---- | ------------------ | -------- | -------- | ------ | ------ |
| 1    | Tschechien         | 3        | 0        | 7:1    | 15:4   |
| 2    | Bulgarien          | 2        | 1        | 5:4    | 011:10 |
| 3    | Dänemark           | 1        | 2        | 3:5    | 09:11  |
| 4    | Vereinigte Staaten | 0        | 3        | 2:7    | 04:14  |

| Pos. | Land       | Gewonnen | Verloren | Spiele | Sätze |
| ---- | ---------- | -------- | -------- | ------ | ----- |
| 1    | Frankreich | 3        | 0        | 7:1    | 15:3  |
| 2    | Spanien    | 2        | 1        | 4:4    | 09:10 |
| 3    | Australien | 1        | 2        | 3:6    | 08:13 |
| 4    | China      | 0        | 3        | 3:6    | 06:12 |

| Abschnitt | Datum             | Team 1             | Team 2             | Ergebnis |
| --------- | ----------------- | ------------------ | ------------------ | -------- |
| Vorrunde  | 31. Dezember 2011 | Frankreich         | China              | 2:1      |
| Vorrunde  | 1. Januar 2012    | Australien         | Spanien            | 1:2      |
| Vorrunde  | 2. Januar 2012    | Tschechien         | Bulgarien          | 2:1      |
| Vorrunde  | 2. Januar 2012    | Vereinigte Staaten | Dänemark           | 1:2      |
| Vorrunde  | 3. Januar 2012    | Spanien            | China              | 2:1      |
| Vorrunde  | 3. Januar 2012    | Australien         | Frankreich         | 0:3      |
| Vorrunde  | 4. Januar 2012    | Dänemark           | Bulgarien          | 1:2      |
| Vorrunde  | 4. Januar 2012    | Tschechien         | Vereinigte Staaten | 3:0      |
| Vorrunde  | 5. Januar 2012    | Frankreich         | Spanien            | 2:0      |
| Vorrunde  | 5. Januar 2012    | Australien         | China              | 2:1      |
| Vorrunde  | 6. Januar 2012    | Tschechien         | Dänemark           | 2:0      |
| Vorrunde  | 6. Januar 2012    | Vereinigte Staaten | Bulgarien          | 1:2      |
| Finale    | 7. Januar 2012    | Tschechien         | Frankreich         | 2:0      |

## Ergebnisse
| Datum             | Team 1             | Team 2             | Ergebnis | Spiel        | Spieler 1                  | Spieler 2                  | Resultat          |
| ----------------- | ------------------ | ------------------ | -------- | ------------ | -------------------------- | -------------------------- | ----------------- |
| 31. Dezember 2011 | Frankreich         | China              | 2:1      | Dameneinzel  | Marion Bartoli             | Li Na                      | 6:2, 2:6, 4:6     |
| 31. Dezember 2011 | Frankreich         | China              | 2:1      | Herreneinzel | Richard Gasquet            | Wu Di                      | 6:1, 6:3          |
| 31. Dezember 2011 | Frankreich         | China              | 2:1      | Mixed        | Bartoli, Gasquet           | Li, Wu                     | 6:1, 6:1          |
| 1. Januar 2012    | Australien         | Spanien            | 1:2      | Dameneinzel  | Jarmila Gajdošová          | Anabel Medina Garrigues    | 6:3, 3:6, 6:3     |
| 1. Januar 2012    | Australien         | Spanien            | 1:2      | Herreneinzel | Lleyton Hewitt             | Fernando Verdasco          | 3:6, 6:3, 5:7     |
| 1. Januar 2012    | Australien         | Spanien            | 1:2      | Mixed        | Gajdošová, Hewitt          | Medina Garrigues, Verdasco | 6:3, 3:6, [9:11]  |
| 2. Januar 2012    | Tschechien         | Bulgarien          | 2:1      | Dameneinzel  | Petra Kvitová              | Zwetana Pironkowa          | 6:4, 6:2          |
| 2. Januar 2012    | Tschechien         | Bulgarien          | 2:1      | Herreneinzel | Tomáš Berdych              | Grigor Dimitrow            | 6:4, 6:79, 6:3    |
| 2. Januar 2012    | Tschechien         | Bulgarien          | 2:1      | Mixed        | Kvitová, Berdych           | Pironkowa, Dimitrow        | 6:2, 3:6, [9:11]  |
| 2. Januar 2012    | Vereinigte Staaten | Dänemark           | 1:2      | Dameneinzel  | Bethanie Mattek-Sands      | Caroline Wozniacki         | 6:74, 2:6         |
| 2. Januar 2012    | Vereinigte Staaten | Dänemark           | 1:2      | Herreneinzel | Mardy Fish                 | Frederik Nielsen           | 4:6, 7:65, 6:4    |
| 2. Januar 2012    | Vereinigte Staaten | Dänemark           | 1:2      | Mixed        | Mattek-Sands, Fish         | Wozniacki, Nielsen         | 5:7, 3:6          |
| 3. Januar 2012    | Spanien            | China              | 2:1      | Dameneinzel  | Anabel Medina Garrigues    | Li Na                      | 3:6, 1:6          |
| 3. Januar 2012    | Spanien            | China              | 2:1      | Herreneinzel | Fernando Verdasco          | Wu Di                      | 6:3, 6:4          |
| 3. Januar 2012    | Spanien            | China              | 2:1      | Mixed        | Medina Garrigues, Verdasco | Li, Wu                     | 6:0, 6:2          |
| 3. Januar 2012    | Australien         | Frankreich         | 0:3      | Dameneinzel  | Jarmila Gajdošová          | Marion Bartoli             | 0:6, 0:6          |
| 3. Januar 2012    | Australien         | Frankreich         | 0:3      | Herreneinzel | Lleyton Hewitt             | Richard Gasquet            | 2:6, 7:5, 1:6     |
| 3. Januar 2012    | Australien         | Frankreich         | 0:3      | Mixed        | Gajdošová, Hewitt          | Bartoli, Gasquet           | 3:6, 4:6          |
| 4. Januar 2012    | Dänemark           | Bulgarien          | 1:2      | Dameneinzel  | Caroline Wozniacki         | Zwetana Pironkowa          | 7:5, 4:6, 6:2     |
| 4. Januar 2012    | Dänemark           | Bulgarien          | 1:2      | Herreneinzel | Frederik Nielsen           | Grigor Dimitrow            | 6:75, 2:6         |
| 4. Januar 2012    | Dänemark           | Bulgarien          | 1:2      | Mixed        | Wozniacki, Nielsen         | Pironkowa, Dimitrow        | 6:3, 4:6, [1:10]  |
| 4. Januar 2012    | Tschechien         | Vereinigte Staaten | 3:0      | Dameneinzel  | Petra Kvitová              | Bethanie Mattek-Sands      | 6:2, 6:1          |
| 4. Januar 2012    | Tschechien         | Vereinigte Staaten | 3:0      | Herreneinzel | Tomáš Berdych              | Mardy Fish                 | 6:3, 6:3          |
| 4. Januar 2012    | Tschechien         | Vereinigte Staaten | 3:0      | Mixed        | Kvitová, Berdych           | Mattek-Sands, Fish         | 6:3, 7:5          |
| 5. Januar 2012    | Frankreich         | Spanien            | 2:0      | Dameneinzel  | Marion Bartoli             | Anabel Medina Garrigues    | 6:2, 6:4          |
| 5. Januar 2012    | Frankreich         | Spanien            | 2:0      | Herreneinzel | Richard Gasquet            | Fernando Verdasco          | 6:2, 6:4          |
| 5. Januar 2012    | Frankreich         | Spanien            | 2:0      | Mixed        | Bartoli, Gasquet           | Medina Garrigues, Verdasco | nicht ausgetragen |
| 5. Januar 2012    | Australien         | China              | 2:1      | Dameneinzel  | Jarmila Gajdošová          | Li Na                      | 3:6, 2:6          |
| 5. Januar 2012    | Australien         | China              | 2:1      | Herreneinzel | Lleyton Hewitt             | Wu Di                      | 6:4, 7:5          |
| 5. Januar 2012    | Australien         | China              | 2:1      | Mixed        | Gajdošová, Hewitt          | Li, Wu                     | 8:5               |
| 6. Januar 2012    | Tschechien         | Dänemark           | 2:0      | Dameneinzel  | Petra Kvitová              | Caroline Wozniacki         | 7:64, 3:6, 6:4    |
| 6. Januar 2012    | Tschechien         | Dänemark           | 2:0      | Herreneinzel | Tomáš Berdych              | Frederik Nielsen           | 6:1, 6:3          |
| 6. Januar 2012    | Tschechien         | Dänemark           | 2:0      | Mixed        | Kvitová, Berdych           | Wozniacki, Nielsen         | nicht ausgetragen |
| 6. Januar 2012    | Vereinigte Staaten | Bulgarien          | 1:2      | Dameneinzel  | Bethanie Mattek-Sands      | Zwetana Pironkowa          | 6:4, 6:4          |
| 6. Januar 2012    | Vereinigte Staaten | Bulgarien          | 1:2      | Herreneinzel | Mardy Fish                 | Grigor Dimitrow            | 2:6, 1:6          |
| 6. Januar 2012    | Vereinigte Staaten | Bulgarien          | 1:2      | Mixed        | Mattek-Sands, Fish         | Pironkowa, Dimitrow        | 5:8               |
| 7. Januar 2012    | Tschechien         | Frankreich         | 2:0      | Dameneinzel  | Petra Kvitová              | Marion Bartoli             | 7:5, 6:1          |
| 7. Januar 2012    | Tschechien         | Frankreich         | 2:0      | Herreneinzel | Tomáš Berdych              | Richard Gasquet            | 7:6, 6:4          |
| 7. Januar 2012    | Tschechien         | Frankreich         | 2:0      | Mixed        | Kvitová, Berdych           | Bartoli, Gasquet           | nicht ausgetragen |